# Teve2
teve2 es un canal de televisión de entretenimiento turco, propiedad de Demirören Group. El canal se lanzó el 18 de agosto de 2012 con el nombre de tv2 para reemplazar a TNT, que a su vez se lanzó el 21 de febrero de 2008, pero que había decidido retirarse del mercado turco debido a dificultades. En 2016, el canal cambió su nombre a teve2. Como la mayoría de los canales turcos, se exhiben tanto programas locales como extranjeros; los programas extranjeros pueden transmitirse doblados o en su idioma original. El canal es conocido principalmente por la transmisión del programa de concursos Kelime Oyunu (Juego de palabras en español).
teve2 posee una versión de alta definición, teve2 HD, el canal se lanzó en febrero de 2013. Hasta 2014 solo se podía acceder al canal a través de la plataforma D-Smart, pero con el lanzamiento del satélite Turksat 4A, se sumó a Filbox y al satélite Turksat 4A.